# イクメン
イクメンとは、日本語で子育てに積極的に関与する父親、男性を指す俗語である。顔立ちの魅力的な男性を指すイケメンが転じたもの。イケメンの語にやや遅れて2000年代から急速に普及した。

## 由来
イクメンはイケメンから派生した語である。クリエイティブディレクターの丸田昌哉が発案し、ベビー用品店の冊子に広告を掲載され広まった。イケメンとは魅力的であることを表す俗語「イケてる」と顔立ちを指す「面」の合成語で、マスメディアを通じて2000年代以降に若者言葉として普及した。イクメンの語は、この「イケメン」の肯定的な語感を踏襲し、「イケメン」の「イケ」を養育の「育」に置き換えた合成語である。マスメディアの主婦向け情報番組などが、子育てに熱心な男性を父親像として定位する意図で用いたことから普及した。考案者の丸山昌哉によると、一緒に企画していたコピーライターのこやま淳子に「ダジャレだけど、アリだと思う！」と後押しされ提案したと明かしている。

## イクメンとして有名な動物
コウテイペンギン、エミュー、タツノオトシゴなどがいる。
爬虫類の中でも鳥類が比較的イクメンとなる種の生物が多い。

### コウテイペンギン
「La Marche de l'empereur」（邦題「皇帝ペンギン」）というフランス映画でその生態が細かく見れる
産卵後のメスは自身の体力回復とヒナへのエサを獲るため海に出かけてしまう。その間オスは- 60度の厳寒の地で、卵を脚に乗せお腹で包むようにして4カ月も絶食状態で温め続ける。
ペンギンミルクという乳状の分泌物を口から出して“授乳”まで行う。

### エミュー
エミューのオスはおよそ2カ月間、飲まず食わずで卵を抱き続け、ヒナが孵れば口移しで餌を与えて、エサの取り方まで教える。
その間、メスは子育てに関わらないばかりか他のオスと作った卵も巣に預ける。
また何の関係もないメスに托卵されることも多いが、いずれの卵も大事に育て上げる。
さらには、親とはぐれたヒナを見ればその面倒まで見てしまう。

## イクメンが出てくる作品（映画）

### ペンギン
フランス映画
「La Marche de l'empereur」（邦題「皇帝ペンギン」）

## 一般的用法
イクメンは、通常は肯定的な語感で用いられることが多い。1999年に公布された男女共同参画社会基本法の基底にある男女共同参画社会の理念には、女性の社会進出を推進する一方、男性も家事を応分に負担すべきであるという原則があり、男性による子育てへの関与もしかるべき社会的責務として推奨されている。